# Яньдозеро
Яньдозеро — пресноводное озеро на территории Оштинского сельского поселения Вытегорского района Вологодской области.

## Физико-географическая характеристика
Площадь озера — 3,6 км², площадь водосборного бассейна — 30 км². Располагается на высоте 238,1 метров над уровнем моря.
Форма озера лопастная, продолговатая: оно более чем на три километра вытянуто с юго-запада на северо-восток. Берега изрезанные, каменисто-песчаные, преимущественно возвышенные.
С восточной стороны озера вытекает река Сюрьга, впадающая в бессточное Шимозеро. Вместе с Линжозером и Долгозером все четыре водоёма образуют бессточную область и принадлежат басейну реки Мегры, впадающей в Онежское озеро.
С юго востока в Яньдозеро впадает протока, вытекающая из Линжозера.
В озере расположено не менее семи безымянных островов различной площади, рассредоточенных по всей площади водоёма.
Населённые пункты вблизи водоёма отсутствуют.
Код объекта в государственном водном реестре — 01040100611102000020025.